# Горная промышленность Казахстана
Горнодобывающая промышленность Республики Казахстан — одна из наиболее конкурентоспособных отраслей государства, вышедшая на траекторию стабильного роста после 1999 года, во многом благодаря вовлечению иностранных инвестиций в развитие данного сектора экономики. Казахстан занимает второе место после России среди стран СНГ по объёмам добычи полезных ископаемых. Кроме того, территориальная близость этих государств обеспечивает их тесное хозяйственное сотрудничество, в том числе в области переработки добываемого сырья (ресурсов). Благодаря выгодному географическому положению, Казахстан обладает большими запасами золота, вольфрама, меди, свинца, цинка. Казахстан является одним из крупнейших производителей минерального топлива, в том числе угля, природного газа, нефти, урана (запасы находятся в ведомстве группы компаний ТЭК-Казахстан, владеющей 54 топливными базами на территории страны). Доказанные запасы нефти и газового конденсата в Казахстане составляют 3,93 млрд тонн. В стране производится значительное количество других цветных и промышленных минеральных продуктов, таких как глинозем, мышьяк, барит, молибден и фосфориты. В Казахстане сосредоточено 30 % мировых запасов хромовой руды и 25 % — марганцевых руд. Из добываемой руды производят цветные и чёрные, а также редкие и редкоземельные металлы. На основе свинца и меди изготовляют прокат. Казахстан — один из крупнейших в мире производителей рафинированной меди (доля республики в мировом производстве меди составляет 2,3 %), большая часть которой идёт на экспорт. Медь поставляется в Италию, Германию, Китай и другие страны (преимущественно те, где развито автомобилестроение).
В 2004 году на сектор добычи полезных ископаемых приходилось 32 % ВВП, в нём работало 191 000 человек. По состоянию на 2017 год горнодобывающая промышленность Казахстана оценивается в 29,5 млрд долларов США. В 2010 году из 43 инвестиционных проектов в горно-металлургической отрасли запущены 23 новых производства на сумму более 305 млрд тенге, с созданием около 9 500 новых рабочих мест. Общий объём добычи твёрдых полезных ископаемых вывел республику на 13-е место в мире среди 70 горнодобывающих стран.
Согласно данным Комитета по статистике Казахстана, инвестиции в горнодобывающую отрасль в 2018 году по сравнению в предыдущим годом выросли на 40,4 % и составили 4 499,6 млрд тенге. В 2018 году на добычу металлических руд направлено 463,8 млрд тенге или 10,3 % от общего объема инвестиций в горнодобывающую промышленность, на добычу угля и лигнита — 85,5 млрд тенге (1,9 %), инвестиции в прочие отрасли горнодобывающей промышленности составили 18,7 млрд тенге (0,4 %). По состоянию на 1 января 2019 года в горнодобывающей отрасли страны зарегистрировано 3 835 юридических лиц, из них с государственным участием — 17, совместных предприятий −273, иностранных — 354. К крупным предприятиям горно-металлургической отрасли страны можно отнести Eurasian Resources Group (ERG), ТОО "Корпорация «Казахмыс», ТОО «Казцинк», АО «АрселорМиттал Темиртау», АО «НАК «Казатомпром», АО «Усть-Каменогорский титано-магниевый комбинат», ТОО «Темиртауский электрометаллургический комбинат», ТОО «Таразский металлургический комбинат», ТОО «KSP Steel», АО «Жайремский ГОК», АО «Соколовско-Сарбайское горно-обогатительное производственное объединение», АО «Горно-металлургический концерн «Казахалтын», KAZ Minerals PLC и другие.

## Влияние на экологию
Вследствие активного развития минеральной промышленности Казахстан сталкивается с рядом экологических проблем, к которым можно отнести промышленное загрязнение, деградацию почв и накоплению в них повышенных концентраций минеральных удобрений, загрязнение водной среды отходами производства, загрязнение окружающей среды ядерными отходами (преимущественно отработанным ядерным топливом, изготовленным из добытого на территории Казахстана сырья). В некоторых точках Семипалатинского региона зафиксирован повышенный радиационный фон из-за проводимых во времена СССР ядерных испытаний.
Одной из наиболее видных экологических катастроф стало обмеление Аральского моря, к которому помимо прочих причин привела также многолетняя добыча полезных ископаемых на шельфе водоёма и в руслах впадающих в него рек. Особенно отрицательно влияет на окружающую среду открытый способ добычи твердых полезных ископаемых. Горным выработкам сопутствуют отвалы пустой породы (терриконы), выпадают из оборота большие площади плодородных земель, занятые промышленными свалками.
В 2003 году на территории страны была создана партия «Руханият», одним из важнейших пунктов в программе которых значилось сокращение опасных выбросов с горнодобывающих предприятий. Прекратила своё существование в 2013 году. В данный момент дальнейший вектор развития экологической программы определяет созданное 7 июня 2019 года Министерство экологии, геологии и природных ресурсов Казахстана.

## Экономическая структура
Казахстанский закон гласит, что ни один сектор экономики не является полностью закрытым для инвесторов, и большое количество казахстанских предприятий по добыче полезных ископаемых имеет значительную долю иностранного капитала. Несмотря на открытость для иностранных инвестиций и даже листинг на западных биржах, структура собственности некоторых крупных предприятий по добыче полезных ископаемых не была полностью прозрачной.

## Минеральные ресурсы
В недрах страны разведаны 99 элементов таблицы Д. И. Менделеева, из которых на месторождениях добываются 70. Всего на территории страны в 2018 году насчитывалось 493 месторождения, где добывались более 1200 разновидностей минерального сырья.
| Тип минеральных ресурсов | Балансовые резервы (тонн) | Объёмы добычи (тонн/год) | Место в мире по объёмам добычи | Место в мире по доказанным объёмам резервов | Место в мире по качеству руды (сырья) (процентному содержанию элемента) |
| ------------------------ | ------------------------- | ------------------------ | ------------------------------ | ------------------------------------------- | ----------------------------------------------------------------------- |
| Железная руда            | 18 600 000 000            | 22 000 000               | 12                             | 6                                           | 7                                                                       |
| Марганцевая руда         | 635 200 000               | 2 361 000                | 6                              | 4                                           | 10                                                                      |
| Хромовая руда            | 382 700 000               | 3 600 000                | 3                              | 2                                           | 1                                                                       |
| Бокситы                  | 365 400 000               | 5 200 000                | 10                             | 12                                          | н/д                                                                     |
| Свинец                   | 17 200 000                | 120 000                  | 11                             | 5                                           | 41                                                                      |
| Цинк                     | 39 800 000                | 377 000                  | 10                             | 5                                           | 40                                                                      |
| Медь                     | 39 300 000                | 440 000                  | 11                             | 12                                          | 63                                                                      |
| Титан                    | 24 100 000                | 3700                     | 16                             | 10                                          | 15                                                                      |
| Вольфрам                 | 2 100 000                 | 2600                     | 4                              | 1                                           | 25                                                                      |
| Золото                   | 2233                      | 47,5                     | 17                             | 15                                          | 2                                                                       |
| Серебро                  | 53 204                    | 77,39                    | 10                             | 4                                           | 31                                                                      |
| Уран                     | 1 600 000                 | 17 800                   | 1                              | 2                                           | н/д                                                                     |
| Олово                    | 69 300                    | н/д                      | н/д                            | 8                                           | н/д                                                                     |
| Каменный уголь           | 150 000 000 000           | 108 700 000              | 10                             | 8                                           | н/д                                                                     |
| Нефть (по данным ОПЕК)   | 3 930 000 000             | 79 300 000               | 17                             | 12                                          | н/д                                                                     |

| Добывающая отрасль (тип минеральных ресурсов) | Месторождения | Предприятия                                                           |
| --------------------------------------------- | --- | --------------------------------------------------------------------- |
| Природный газ                                 | Амангельдинское, Дарьинское, Жалгизтюбе, Каменское, Кызылойское, Ульяновское, Тенге, Кисимбай, Карачаганакское, Имашевское, Рожковское, Порт-Артур, Хвалынское, Ушкультас, Цыгановское. | Карашыганак Петролиум Оперейтинг, НК Казмунайгаз, CNPC-Актобемунайгаз |

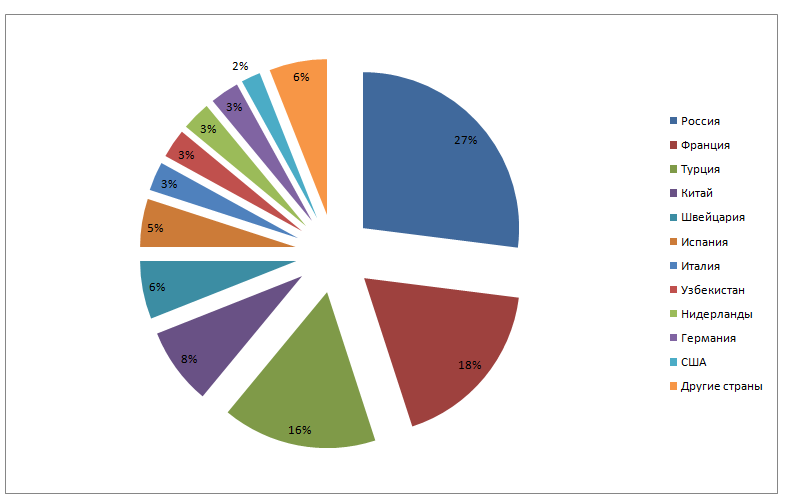
Основные страны-партнёры Казахстана по экспорту (данные за 2018 год)

| Нефть                                         | Актоты, Алатюбе, Амангельды, Арыскум, Асар, Арыстановское, Ауэзов, Ащисай, Болганмола, Боркилдакты, Северное Бузачи, Гремячинское Южное, Доссор, Дощан, Жаксымай, Жанажол, Жетыбай, Жыланды, Забурунье, Имашевское, Кайран, Каламкас, Камышитовое, Караарна, Каракудук, Каратюбе, Карсак, Кашаган, Кемерколь, Кисимбай, Королевское, Кумколь, Макат, Махат, Морское, Оймаша, Приграничное, Придорожное, Прорва, Сагыз,Тенге, Туркменой, Узень, Урихтау, Хазар, Хвалынское, Центральное, Цыгановское, Чинаревское, Шингиз. | Казмунайгаз, Тенгизшевройл, CNPC-Актобемунайгаз                       |
| Уран                                          | Инкай, Будёновское, Мынкудук, Моинкум, Канжуган, Жалпак, Заречное, Ирколь, Северный Харасан, Камышовое, Семизбай, Викторовское, Грачевское, Меловое, Заозёрное, Кольжатское, Сулушокынское. | Казатомпром                                                           |
| Цинк, вольфрам, барит                         | Жайрем, Малеевское, Чекмарь, Шалкия, Верхнекайрактинское, Караобинское, Карагайлинское. | Карагандацветмет, Новацинк                                            |
| Золото                                        | Акбакайское, Акбеитское, Аксуское, Аркарлинское, Бестобинское, Васильевское, Далабайское, Ешкиольмес, Жаркулакское, Житикаринское, Жолымбетское, Суздальское. | Алтыналмас                                                            |
| Молибден                                      | Караобинское, Шорское, Бощекульское, Каратасское. | Объединение «Казахмыс», Оркен                                         |
| Медь                                          | Актогай, Бозшаколь, Итаузское, Зайсанское, Каратасское. | Актюбинская медная компания, Оркен, Туран ТТТ                         |
| Никель                                        | Шевченковское, Горностаевское, Экибастуз-Шидертинское. | SAT&Co Managing Company, КазНикель                                    |
| Железо                                        | Абаилское, Аятский железорудный бассейн, Балбырауын, Иирсуское, Каражалское, Сарбайское. | Оркен, Туран ТТТ                                                      |
| Марганец                                      | Каражалское. | АО «Марганец Жайрема» (MNZH)                                          |
| Свинец                                        | Байжансайское, Кайрактинское, Карагайлинское. | Объединение «Казахмыс»                                                |
| Серебро                                       | Алабуга, Лачинхана, Такырное, Куязбай, Ботабурум, Пшуктау, Наурасбай, Шоптыколь, Павловское. | Алтыналмас, Объединение «Казахмыс»                                    |

## Торговля

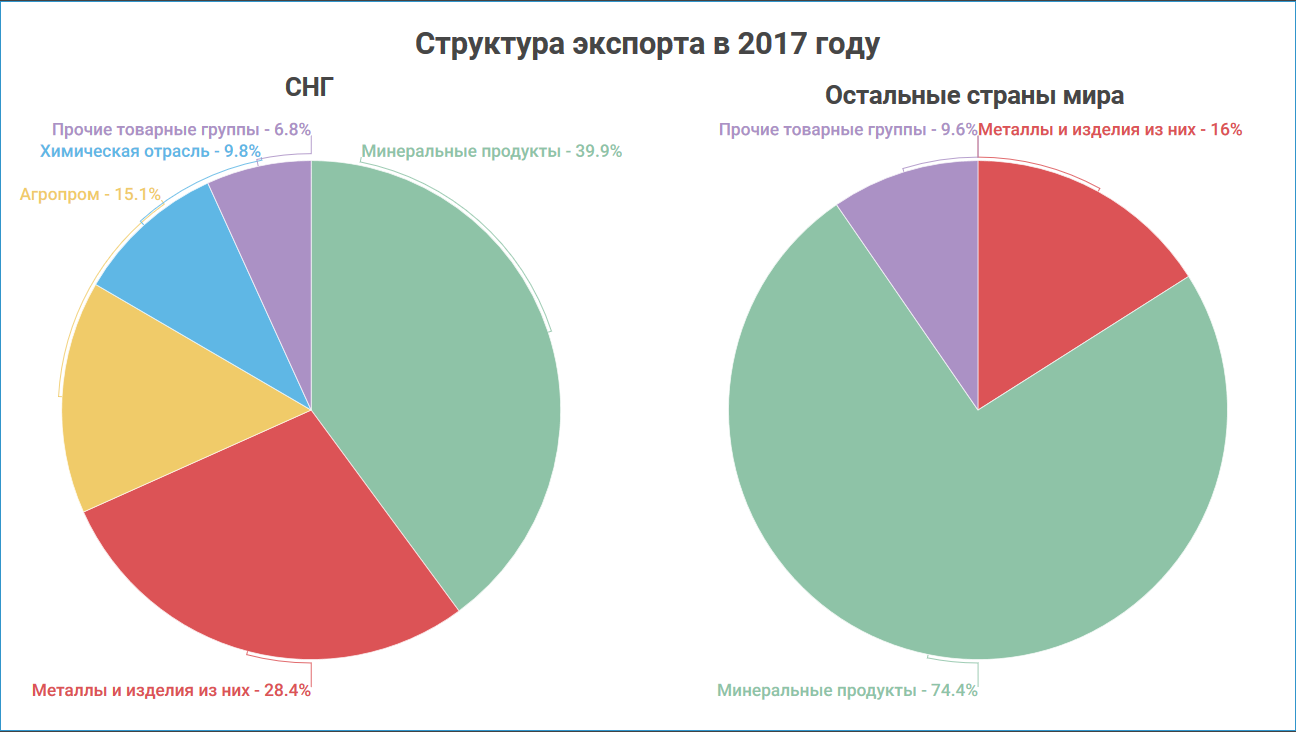
Структура экспорта Казахстана за 2017 год.

Доля полезных ископаемых в экспорте Казахстана увеличилась. В 2017 году минеральные продукты составляли 68,6 % казахстанского экспорта (увеличение на 3,6 % по сравнению с предыдущим годом). Общий объём продаж минеральных продуктов вырос за год (2016—2017) примерно на 9,3 млрд долларов.
Экономика Казахстана растёт благодаря государственной политике по привлечению иностранных инвестиций в добывающие отрасли. Казахстан был первой страной СНГ, получившей инвестиционный суверенный рейтинг, и Всемирный банк включил Казахстан в число 20 наиболее привлекательных стран для инвестиций. Однако, как небольшая экономика с большими топливно-минеральными ресурсами, Казахстан не был особенно привлекательным для инвестиций в производственный сектор, что делает страну очень уязвимой для колебаний цен на сырьевые товары.
Чтобы нивелировать последствия от резкого падения цен на нефть, правительство Казахстана создало Национальный фонд для накопления избыточных доходов от нефти, а входящие в него средства будут направлены на общее развитие национальной экономики.

## Перспективы
Уже сейчас Казахстан сталкивается с критическим истощением своих недр. В последние десятилетия месторождения, открытые советскими геологами, разрабатывались слишком интенсивно, а геологоразведка ещё не охватила все перспективные участки. Казахстан сталкивается с невозможностью пополнить истощённые запасы, и эта тенденция ухудшается. Истощение запасов многих основных полезных ископаемых значительно превышает скорость их роста после разведки. Увеличение запасов в случае некоторых металлов (железо, марганец, золото, цинк) обусловлено в основном за счёт переоценки и дополнительной разведки уже открытых месторождений. Однако существующие зарегистрированные запасы недавно открытых месторождений меди и золота имеют низкое качество и не могут считаться эквивалентными истощённым запасам.